# Зорькин, Василий Петрович
Василий Петрович Зорькин (1925—1943) — ефрейтор Рабоче-крестьянской Красной Армии, участник Великой Отечественной войны, Герой Советского Союза (1944).

## Биография
Василий Зорькин родился 12 июля 1925 года в селе Куртуково (ныне — Новокузнецкий район Кемеровской области). После окончания семи классов школы работал бригадиром в колхозе. В январе 1943 года Зорькин был призван на службу в Рабоче-крестьянскую Красную Армию. С сентября того же года — на фронтах Великой Отечественной войны, был стрелком-автоматчиком 676-го стрелкового полка 15-й стрелковой дивизии 61-й армии Центрального фронта. Отличился во время освобождения Репкинского района Черниговской области Украинской ССР.
25 сентября 1943 года Зорькин во главе группы автоматчиков пробрался в немецкий тыл и открыл огонь по противнику. Когда действиям группы начал мешать немецкий пулемёт, Зорькин скрытно подобрался к нему и уничтожил его расчёт. После этого он повернул пулемёт в сторону немецких солдат и офицеров и открыл по ним огонь, уничтожив около 50 из них. В том бою он получил ранение, но продолжил сражаться и поднял группу в атаку. В рукопашном бою он уничтожил 4 немецких солдат и 1 офицера, но и сам погиб. Похоронен в братской могиле в селе Пилипча Репкинского района.
Указом Президиума Верховного Совета СССР «О присвоении звания Героя Советского Союза генералам, офицерскому, сержантскому и рядовому составу Красной Армии» от 15 января 1944 года за «образцовое выполнение боевых заданий командования по форсированию реки Днепр и проявленные при этом мужество и героизм» ефрейтор Василий Зорькин посмертно был удостоен высокого звания Героя Советского Союза. Также посмертно был награждён орденом Ленина.
Память
В честь Зорькина названы улица и школа в его родном селе.